# Mère Saint-Louis
Marie-Louise-Élisabeth de Lamoignon, par son mariage comtesse Molé de Champlâtreux, en religion Mère Saint-Louis, est née à Paris le 3 octobre 1763 et morte à Vannes le 4 mars 1825. Proclamée bienheureuse en 2012, elle est commémorée le 4 mars selon le Martyrologe romain.

## Biographie
Fille de Chrétien-François de Lamoignon de Basville, garde des sceaux de France en 1787 et de  Marie Elisabeth Berryer, elle naît dans l'hôtel particulier des Lamoignon à Paris et fait partie de la haute noblesse française. Elle est baptisée le jour même à l'église Saint-Sulpice. Louise-Élisabeth est proche de sa grand-mère maternelle, Catherine Madeleine de Jort de Fribois (vers 1717-1802) veuve Nicolas René Berryer, qui reçoit la famille dans son château de Tubœuf en Normandie et qui veille à la piété de sa petite-fille, tout en lui donnant des précepteurs de qualité.  
Elle épouse en la chapelle de l'hôtel Lamoignon en février 1779 Édouard François Mathieu Molé, conseiller au Parlement de Paris, issu d'une dynastie de magistrats. Ils auront cinq enfants dont deux atteignent l'âge adulte :
1. Louis Mathieu Molé (1781-1855) futur ministre de la Restauration qui aura deux filles ;
2. Félicité Molé (1786- ?), qui épousera en février 1802, son oncle Christian de Lamoignon, sans postérité ;
3. Louise (1790-1794).

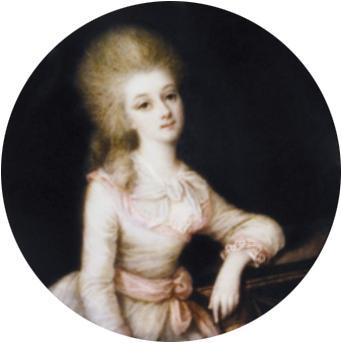
Miniature d'après Élisabeth Vigée Le Brun (1778).

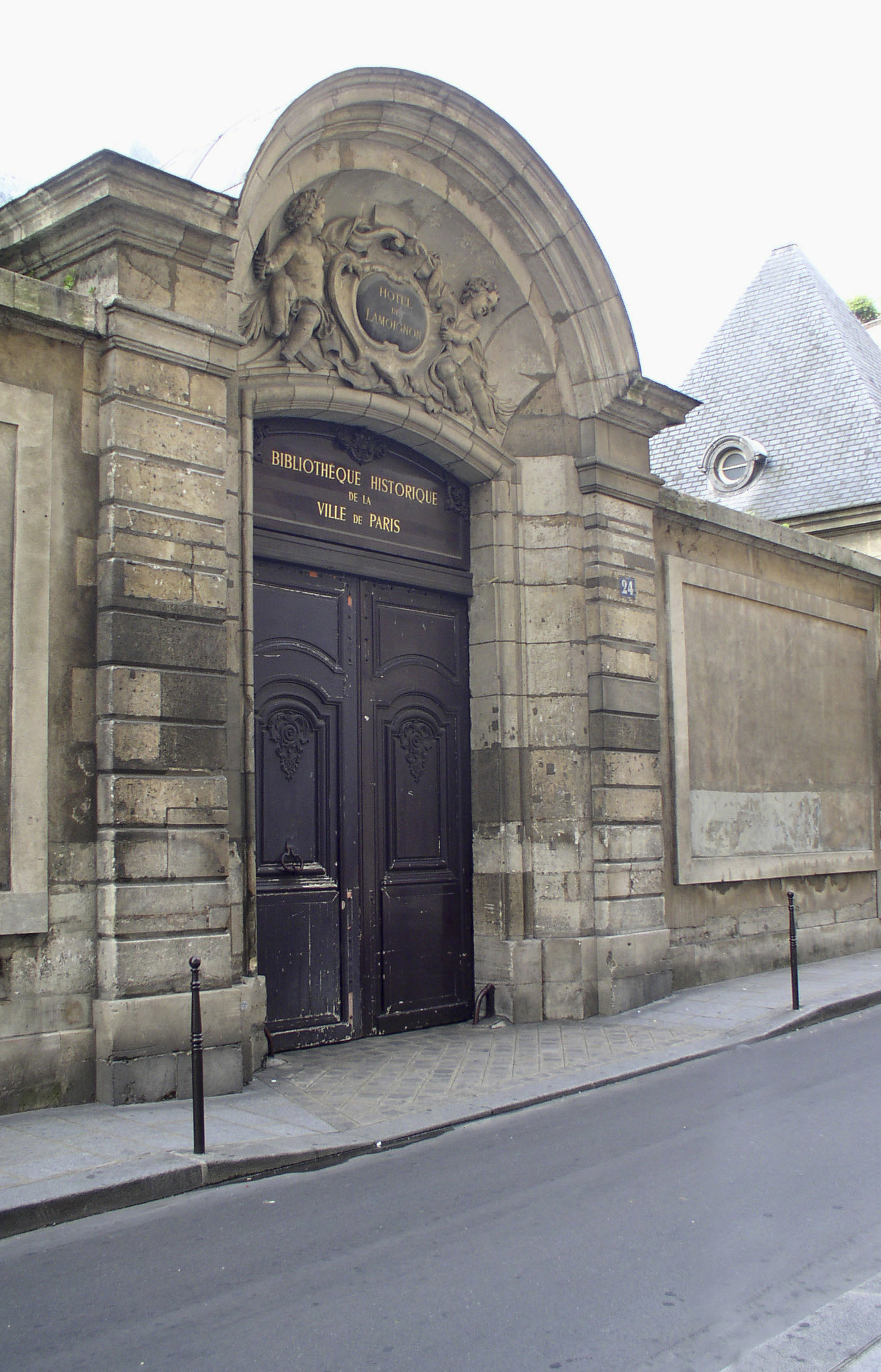
Portail d'entrée de l'hôtel Lamoignon, aujourd'hui Bibliothèque historique de la ville de Paris.

Madame Molé forme grâce à M. de Pancemont, nouveau curé de sa paroisse Saint-Sulpice, un groupe de dames pour secourir la pauvreté du quartier pendant le dur hiver 1788-1789. Au cours d'une retraite, elle sent l'appel du Christ.
Puis la Révolution survient, la famille reste en France, malgré un court intermède à Bruxelles en 1791. Le comte et la comtesse Molé de Champlâtreux sont de retour en janvier 1792 pour se mettre en règle avec la loi du 9 novembre 1791 sur les émigrés. Ils sont cependant arrêtés et enfermés à la Conciergerie. Madame Molé est libérée à cause de son état de santé, mais son mari, homme intègre et charitable, est guillotiné, le jour de Pâques 1794.
Madame Molé, profondément affectée par l'exécution de son mari et la mort de sa fille de quatre ans en 1794, songe à entrer dans un ordre contemplatif. Elle a trente ans, et renouvelle son pacte avec la Croix du Christ. Elle est expulsée de chez elle. Elle ne retrouve sa propriété de Méry-sur-Oise que l'année suivante. Elle perd son frère qui combat contre la Convention thermidorienne en Bretagne en 1795. C'est une nouvelle épreuve.
Elle est cependant dissuadée à cette époque d'entrer en religion par son confesseur, M. de Pancemont avec qui elle correspond clandestinement et qui, revenu d'exil est devenu en 1802 évêque de Vannes. il l'encourage plutôt à fonder en 1803 une congrégation religieuse. Il en a l'idée en voyant des jeunes filles désœuvrées près du port. Il lui écrit : « Dieu vous attend pour commencer son œuvre ». Ses deux enfants étant mariés, elle accepte. Le Concordat est entré en vigueur depuis quelques mois, et la liberté religieuse peut s'établir en France. Madame Molé s'installe à Vannes avec quelques compagnes et sa mère, Madame de Lamoignon, dans un premier couvent acheté par elle, près du port de Vannes. C'est là que naît la congrégation des Sœurs de la Charité de Saint-Louis, le 25 mai 1803. Madame Molé ouvre des classes pour les fillettes de familles pauvres. Elle prononce ses vœux sous le nom de Sœur Saint-Louis (Mère Saint-Louis lorsqu'elle devient supérieure de la congrégation) et les vocations affluent. Elle y anime notamment un atelier de dentelle et de tissage du coton,.
Lorsque Pie VII vient sacrer Napoléon Ier, il bénit la fondatrice et ses compagnes. Une nouvelle épreuve crucifiante survient en 1807, lorsque Mgr de Pancemont meurt d'une attaque d'apoplexie. Une nouvelle maison de charité ouvre en 1808 à Auray, dans l'ancien couvent des Cordelières, puis fonde un noviciat séparé en 1810. La congrégation est reconnue civilement par une ordonnance royale, en 1816. En 1824, elle achète l'ancien couvent de Saint-Gildas de Rhuys pour y ouvrir une école gratuite et une œuvre de retraites. Elle a créé en 1816 une maison de Charité à Pléchâtel.
Mère Saint-Louis meurt le 4 mars 1825, serrant sur son cœur le crucifix qui ne la quittait pas depuis ses jeunes années. Elle est enterrée à Vannes, dans la chapelle de la communauté.

## Béatification

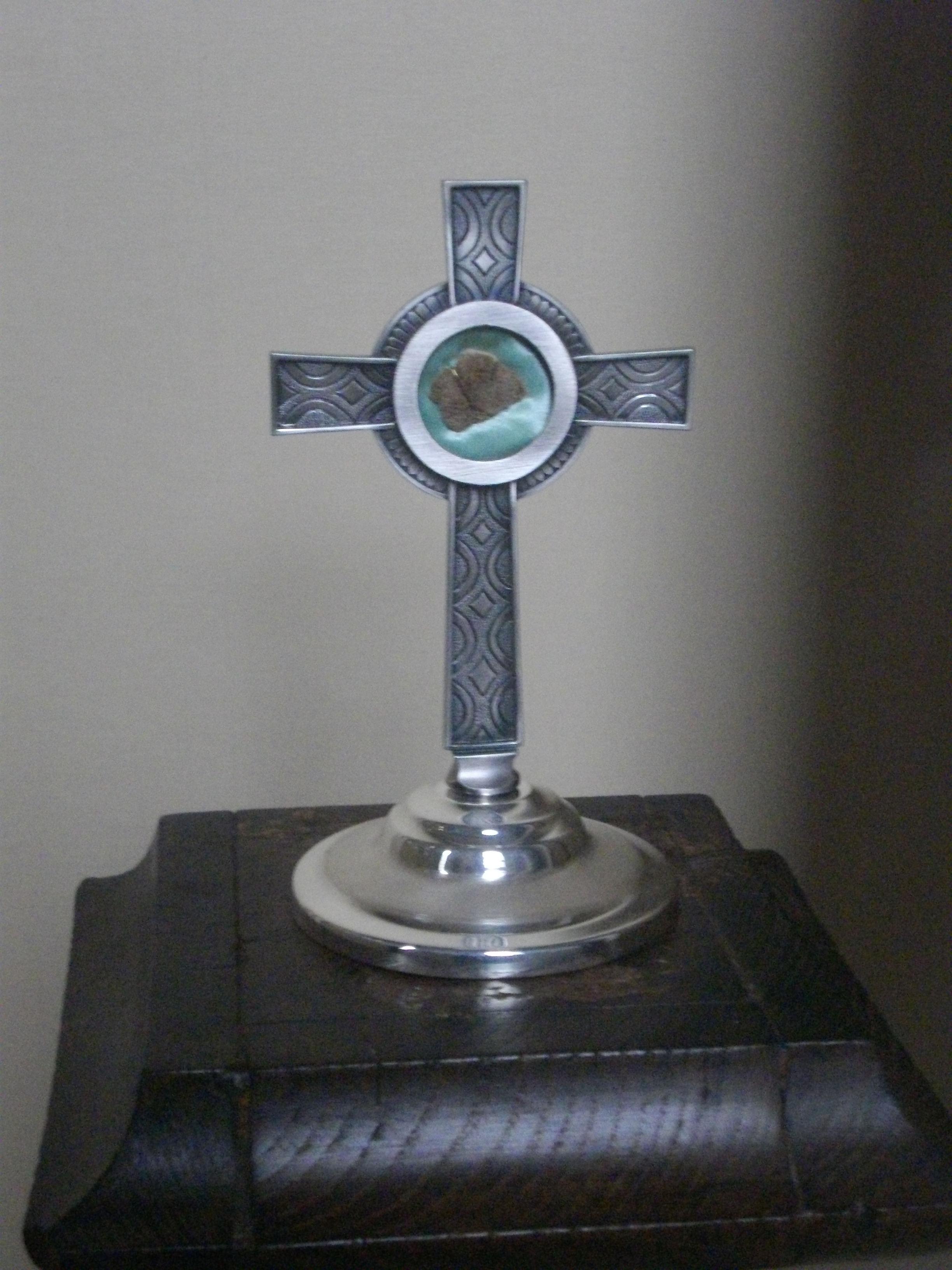
Croix-reliquaire à la cathédrale Saint-Pierre de Vannes.

Le procès diocésain de béatification débute en 1959, le diocèse de Vannes déposant le dossier à Rome en 1962. À partir de 1967, sœur Simone Cloutier réalise pendant dix ans des recherches historiques publiées dans une « positio » qui est approuvée en 1977 par la commission des historiens puis des consulteurs rattachés à la Congrégation pour les causes des saints. Le pape Paul VI ratifie cette « positio » en juillet 1977. Le postulateur de la cause en béatification, maître Ambrosi, présente les vertus de Mère Saint-Louis le 23 décembre 1979. 
Elle est déclarée vénérable par le pape Jean-Paul II le 16 janvier 1986. La Congrégation pour les causes des saints reconnaît unanimement un miracle (guérison de Marcel Lesage, Québécois souffrant d'une ostéomyélite chronique, et guéri à la suite de l'intercession de sa famille) le 10 février 2011, ce qui permet au pape Benoît XVI de promulguer le décret de béatification de Mère Saint-Louis le 19 décembre 2011. La cérémonie de béatification eut lieu sur l'esplanade du port de Vannes le 27 mai 2012. Ce fut la première béatification célébrée en Bretagne. Elle sera fêtée désormais chaque 4 mars, jour de sa mort, dans le diocèse de Vannes.